# Mikko Franck
Mikko Franck (Hèlsinki, 1 d'abril de 1979) és un director d'orquestra i violinista finlandès.
Va començar a tocar el violí als 5 anys. Va continuar estudis de violí el 1992 a l'Acadèmia Sibelius de Hèlsinki. El 1995, Franck va aprofitar l'oportunitat del Departament Júnior de l'Acadèmia Sibelius, que celebrava el seu aniversari, per dur dirigir una orquestra a qualsevol estudiant que ho desitgés. Després d'aquest fet, Jorma Panula immediatament el va reclutar com a estudiant privat.
Franck va acabar els seus estudis amb Panula el 1998 sense rebre un diploma perquè la seva carrera internacional ja havia començat.
Abans dels 23 anys, Franck debuta amb totes les principals orquestres escandinavess, així com amb la Philharmonia Orchestra de Londres, la London Symphony Orchestra, la Munich Philharmonic, la Berlin Staatsoper (Berlin State Opera) i la Israel Philharmonic. Va rebre una nominació als Grammy per a "Millor interpretació orquestral" per al seu primer enregistrament, que era de música de Jean Sibelius. És un expert en les obres d'Einojuhani Rautavaara.
Franck es va convertir en director artístic de l'Orquestra Nacional de Bèlgica el setembre del 2002 i va ocupar el càrrec fins al 2007. El 2004, Franck va ser nomenat director musical general de l'Òpera Nacional de Finlàndia i va assumir el càrrec oficialment l'agost de 2006. El febrer de 2007, de sobte va anunciar la seva renúncia a aquest càrrec, reclamant una pèrdua de confiança en el llavors director general de la companyia, Erkki Korhonen i el director administratiu Pekka Kauranen. No obstant això, el novembre de 2007, la companyia va nomenar a Franck al doble lloc de director artístic i director general de música, i el desembre de 2007 el va nomenar oficialment per a ambdós llocs. Franck va concloure el seu mandat en els dos càrrecs a 31 de juliol de 2013. Franck va començar el seu mandat com a director musical de l'Orchestre philharmonique de Radio France el setembre de 2015.
Franck es va casar amb la directora d'òpera alemanya, Martina Pickert, el 2006. La parella es va divorciar el 2010.